# 結城昨日奈
結城昨日奈（日语： Yuuki Sakuna），是一位日本個人勢虛擬主播，其於2024年10月25日開始在YouTube上進行活動。

## 概要
結城昨日奈設定為一位喜歡唱歌、玩遊戲，雖然個性有些怕生，但仍然為成為一位一流的貓女僕的夢想而努力奮鬥著的女僕。喜歡刀劍神域，推測其名字即是致敬刀劍神域中的女主角結城明日奈。
結城昨日奈的形象設計由插畫師Gaou負責，以粉色為主體，體型嬌小擁有貓耳及紫紅色的瞳孔，頭上著有白色主體印有粉色貓掌形狀喀秋莎頭飾，粉色頭髮上別許多如小魚、翅膀等形狀的髮飾配件，整體穿著以白色及粉色系為主色調的女僕裝並配有淺藍色與粉紅色蝴蝶結點綴與淺藍色緞帶混搭，搭配白色過膝襪及綁有黑色蝴蝶結的瑪莉珍鞋。Live2D模型則由rariemonn製作，擁有豐富的表情與較高的活動度。
因為網路資訊的快速傳播，剛出道即擁有較高的知名度，在2024年10月27日進行的首次直播中，最大同時在線觀看人數達到38.3萬，創下了虛擬YouTuber首次直播的歷史最高紀錄。這一紀錄也僅次於湊阿庫婭的畢業直播74.9萬和桐生可可的畢業直播49.1萬，位列歷史第三。
結城昨日奈的直播活動以唱歌以及遊戲實況為主軸，遊戲風格多變且涵蓋多種類型，包含但不限於恐怖遊戲、卡牌遊戲與多人競技遊戲等。偶爾也會出現雜談台等與觀眾具有較高互動度的直播。

## 經歷

### 2024年
- 10月25日，在X（前推特）上公布了自己的形象，同日在YouTube上傳個人首部PV。
- 10月27日，於YouTube上進行初配信，記錄得最高同接人數38.3萬人，訂閱人數達75萬[7][8][9]。
- 11月6日，YouTube會員權益開啟。
- 12月26日，YouTube訂閱人數突破100萬人[10]。

### 2025年
- 7月2日，因負責形象的插畫師Gaou（日语：がおう）被指控對未成年女性進行性行為，昨日奈於X推文表示將停止使用所有由Gaou繪製的插圖、研議更換實況用形象並繼續活動，同時將繼續尋找下一位插畫師。[11]

## 出演

### 廣播節目
- （2025年1月2日—，文化放送）[12]

## 外部連結
- 官方网站 （日語）